# 细根茎珍珠茅
细根茎珍珠茅（学名：Scleria psilorrhiza）为莎草科珍珠茅属下的一个种。

## 扩展阅读
- 維基物種上的相關：细根茎珍珠茅